# Hanna Hucałenko
Hanna Hucałenko, ukr. Ганна Гуцаленко (29 grudnia 1987 w Mikołajowie) – ukraińska wioślarka.

## Osiągnięcia
- Mistrzostwa Świata Juniorów – Brandenburg 2005 – dwójka bez sternika – 6. miejsce[1].
- Mistrzostwa Świata U-23 – Hazewinkel 2006 – ósemka – 8. miejsce[1].
- Mistrzostwa Świata U-23 – Račice 2009 – dwójka bez sternika – 4. miejsce[1].
- Mistrzostwa Europy – Montemor-o-Velho 2010 – dwójka bez sternika – 5. miejsce[1].